# Reußenköge
Reußenköge település Németországban, Schleswig-Holstein tartományban. Lakosainak száma 320 fő (2023. december 31.).

## Népesség
A település népességének változása:
| Lakosok száma | 440  | 316  | 320  | 323  | 321  | 320  |
|               | 1975 | 2017 | 2019 | 2021 | 2022 | 2023 |